# Nir Klinger
Nir Klinger   (Israel, 25 de maig de 1966) és un exfutbolista israelià de la dècada de 1990.
Va ser 83 cops internacional amb la selecció israeliana. Pel que fa a clubs, va defensar els colors del Maccabi Haifa i el Maccabi Tel Aviv.